# Championnats du monde de tir à l'arc en salle 2009
 (février 2025).
Navigation
Izmir 2007 Las Vegas 2012
Les championnats du monde de tir à l'arc en salle de 2009 sont la 10e éditions bisannuelle des championnats du monde de tir à l'arc en salle organisés par la World Archery Federation (WA). Ils regroupent des compétitions individuelles et par équipes dans les catégories d'arc classique et arc à poulies.

## Records
Lors de ces championnats, cinq records du monde ont été battus : 
- Arc classique - Individuel - Senior Dame - Qualification 60 flèches : Bérengère Schuh  France - 592/600
- Arc à poulies - Equipe - Senior Dames - Match 24 Flèches :  États-Unis - 236/240
- Arc à poulies - Individuel - Junior Homme - Match 12 Flèches : Kristofer Schaff  États-Unis - 120/120
- Arc à poulies - Equipe - Senior Hommes - Match 24 Flèches :  États-Unis - 240/240
- Arc classique - Equipe - Junior Hommes - Match 24 Flèches :  Turquie et  Italie - 234/240

## Podiums[1],[2]
|                    | Arc classique                  | Arc classique           | Arc à poulies               | Arc à poulies               |
| Hommes             | Femmes                         | Hommes                  | Femmes                      |                             |
| ------------------ | ------------------------------ | ----------------------- | --------------------------- | --------------------------- |
| Médaille d'or      | Yavor Vasilev Hristov Bulgarie | Karina Winter Allemagne | Chance Beaubouef États-Unis | Mary Hamm (Zorn) États-Unis |
| Médaille d'argent  | Rafał Dobrowolski Pologne      | Natalia Valeeva Italie  | Jesse Broadwater États-Unis | Holly Larson États-Unis     |
| Médaille de bronze | Jean-Charles Valladont France  | Bérengère Schuh France  | Dominique Genet France      | Erika Anschutz États-Unis   |

|                    | Arc classique | Arc classique | Arc à poulies | Arc à poulies |
| Hommes             | Femmes        | Hommes        | Femmes        |               |
| ------------------ | ------------- | ------------- | ------------- | ------------- |
| Médaille d'or      | États-Unis    | Italie        | États-Unis    | États-Unis    |
| Médaille d'argent  | Italie        | Allemagne     | Royaume-Uni   | Royaume-Uni   |
| Médaille de bronze | Mexique       | Russie        | France        | Italie        |

|                    | Arc classique             | Arc classique           | Arc à poulies                | Arc à poulies                |
| Hommes             | Femmes                    | Hommes                  | Femmes                       |                              |
| ------------------ | ------------------------- | ----------------------- | ---------------------------- | ---------------------------- |
| Médaille d'or      | Ivan Denis Belgique       | Joanna Kaminska Pologne | Kristofer Schaff États-Unis  | Svetlana Cherkashneva Russie |
| Médaille d'argent  | Luca Melotto Italie       | Anna Bomboeva Russie    | Jonathan Friberg Suède       | Kendal Nicely États-Unis     |
| Médaille de bronze | Vetle Risinggaard Norvège | Gloria Filippi Italie   | Garrett Abernethy États-Unis | Clara Nieto Taladriz Espagne |

|                    | Arc classique  | Arc classique | Arc à poulies | Arc à poulies |
| Hommes             | Femmes         | Hommes        | Femmes        |               |
| ------------------ | -------------- | ------------- | ------------- | ------------- |
| Médaille d'or      | Ukraine        | Pologne       | Italie        | États-Unis    |
| Médaille d'argent  | Taipei chinois | Russie        | États-Unis    | Russie        |
| Médaille de bronze | Italie         | Ukraine       | Espagne       | Italie        |